# Lotfi Mansouri
Lotfollah « Lotfi » Mansouri, né le 15 juin 1929 à Téhéran et mort le 30 août 2013 dans le quartier de Pacific Heights à San Francisco, est un administrateur, impresario et directeur d'opéra américain, d'origine iranienne.